# Basilica St. Mary of the Angels

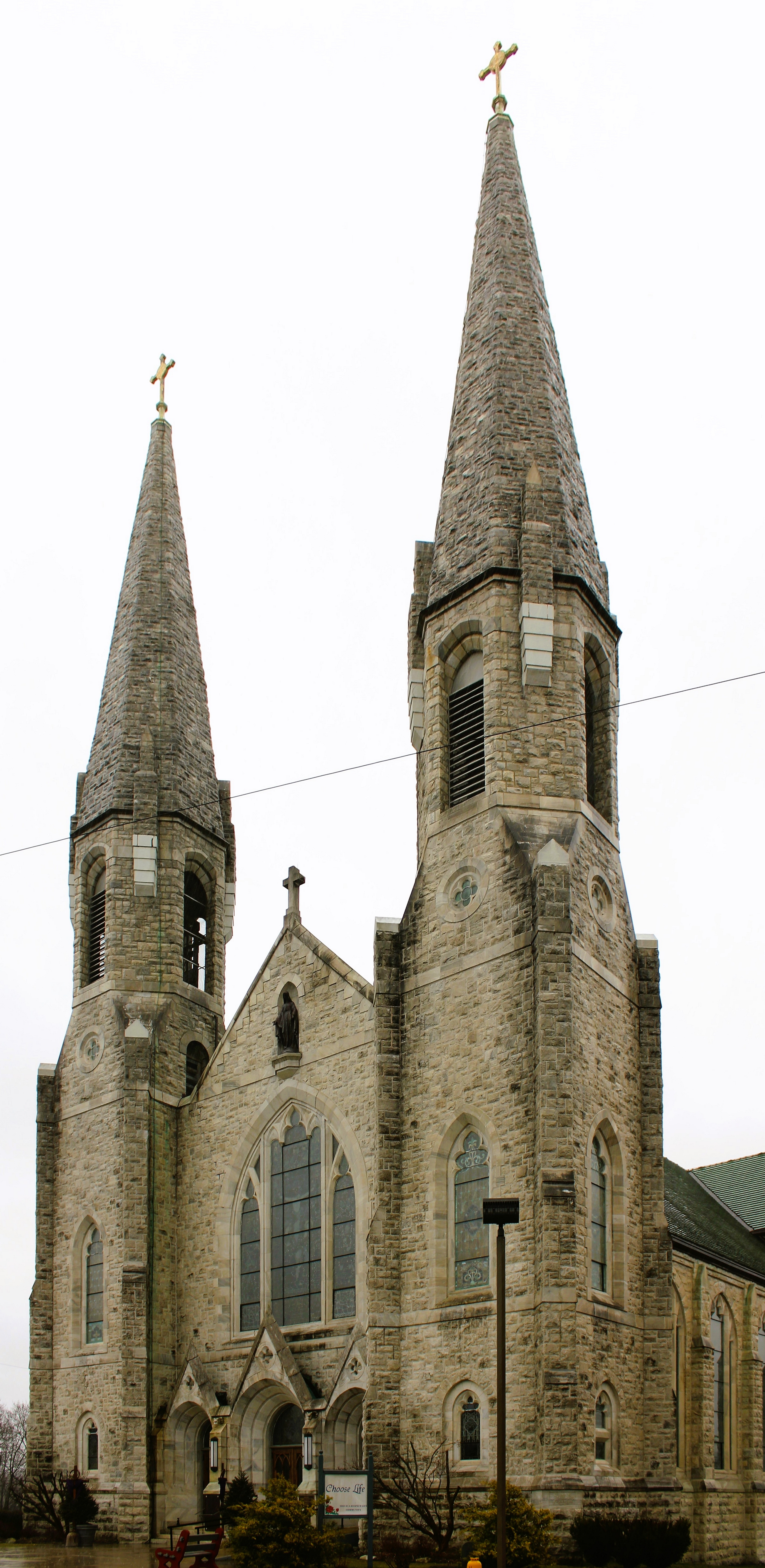
Die Basilica St. Mary of the Angels

Die Basilika St. Mary of the Angels ist eine römisch-katholische Kirche in Olean, New York. Die Kirche gehört zum Bistum Buffalo und trägt den Titel einer Basilica minor.
Die ab 1852 entstehende Gemeinde erhielt das heutige Kirchengrundstück im Innenstadtbereich von Olean sowie ein erstes Gebäude und wurde ab 1855 als Missionskirche durch die Franziskaner betreut. 1860 wurde eine erste Holzkirche mit 12 zu 18 Metern errichtet, die das Patronat Maria von den Engeln nach der Kirche Basilika Santa Maria degli Angeli in Assisi erhielt. 1876 wurde die Gemeinde in den Status einer selbstständigen Pfarrgemeinde erhoben. Nach Anbauten noch im 19. Jahrhundert für die wachsende, irisch- und deutschstämmige Gemeinde wurde die heutige Kirche 1915 im neugotischen Stil durch den in Frankreich ausgebildeten Architekten Emile Uhlrich errichtet. Sie hat eine Länge von 48 Metern und eine maximale Breite von 25,5 Metern. Die beiden Türme erreichen mit ihren keltischen Kreuzen eine Höhe von 46 Metern. Der Bau wurde aus weißem Marmor aus Pennsylvanien errichtet. Einige Ausstattungsteile stammen noch aus der Vorgängerkirche. 1919 wurden die heutigen Bleiglasfenster eingebaut, 1926 die Ausstattung erneuert. 2016 wurden die Deckengemälde vervollständigt.
Den Titel einer Basilica minor erhielt die Kirche durch Papst Franziskus am 29. Juni 2017 verliehen.

## Geschichte

### Konstruktion und Bau
Diese katholische Kirche begann 1852 als eine kleine hölzerne "Barackenkirche", die mit 300 Dollar gebaut wurde, die von Eisenbahnarbeitern gesammelt wurden. Der bekannte franziskanische Missionar, Pater Pamphilius DiMagliano OSF, ersetzte diese Kirche 1860 durch ein formelleres Gebäude, das 10.000 Dollar kostete. Pater DiMagliano widmete die Kirche der Patronin der Mutterkirche des Franziskanerordens in Assisi, der Heiligen Maria von den Engeln.
Der Bau der heutigen Kirche im neugotischen Stil begann 1913 unter der Leitung des in Frankreich ausgebildeten Architekten Emile Ulrich aus Cleveland. Der Bischof von Buffalo Charles H. Colton legte im November 1913 den Grundstein für die Kirche. Die Kirche wurde 1917 zu Gesamtkosten von 250.000 $ (entspricht 6,32 Mio. $ im Jahr 2019) fertiggestellt. Das auffälligste Merkmal waren die beiden 46 Meter hohen Türme, die von steinernen Kirchtürmen gekrönt wurden, die fast ausschließlich aus weißem Marmor aus dem nahe gelegenen Pennsylvania gebaut wurden. Die Kirche wurde am 26. September 1915 vom ehrwürdigen Monsignore Nelson Baker feierlich eröffnet und gesegnet.

### Restaurierungen
Im Jahr der Hundertjahrfeier 1952 wurde der gesamte Innenraum der Kirche neu ausgestaltet. Dabei wurden religiöse Bilder und Medaillons hinzugefügt, die in New York auf Leinwand gemalt und dann an den Wänden der Kirche angebracht wurden. Engel auf Wolken tragen Banner mit den Worten des Ave Maria-Gebetes in Latein. "Ora pro nobis peccatoribus, Nunc et in hora mortis nostrae" (Bete für uns Sünder, jetzt und in der Stunde unseres Todes). Die Altäre, das Geländer, die Kanzel und das Taufbecken sind aus Carrara-Marmor aus Italien gefertigt.

### Päpstliches Dekret
Am 14. Februar 2017 verlieh Papst Franziskus St. Mary of the Angels in Olean den Titel einer Basilika Minor und machte sie damit zur 83. Basilika in den Vereinigten Staaten.